# Euryglossina gilberti
Euryglossina gilberti är en biart som först beskrevs av Cockerell 1910.  Euryglossina gilberti ingår i släktet Euryglossina och familjen korttungebin. Inga underarter finns listade i Catalogue of Life.

## Bildgalleri

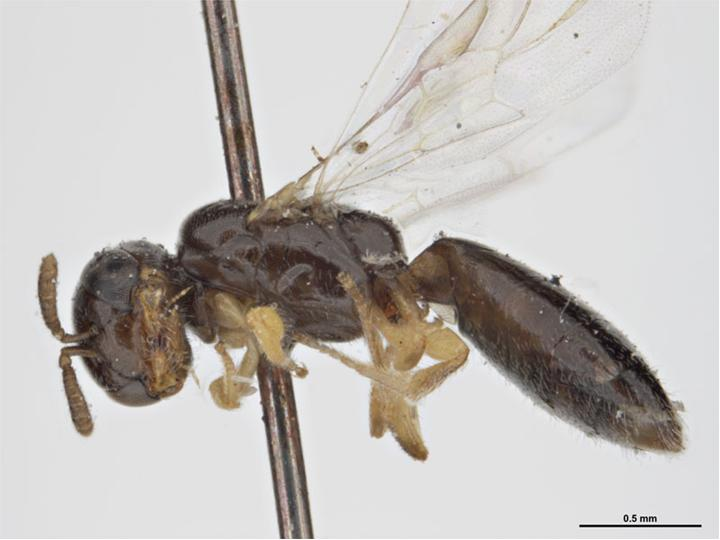